# Government Communications Headquarters
Government Communications Headquarters (dansk: Statens kommuniktionshovedkvarter; forkortet GCHQ) er Storbritanniens agentur for signalefterretning. Agenturet er underlagt den britiske udenrigsminister.
GCHQ blev oprettet i 1946 som efterfølger til Government Code and Cipher School (GC&CS), som havde været regeringens kryptografiske organisation siden 1919. Dets hovedsæde er The Doughnut i Cheltenham.